# Jack Thorne (Autor)

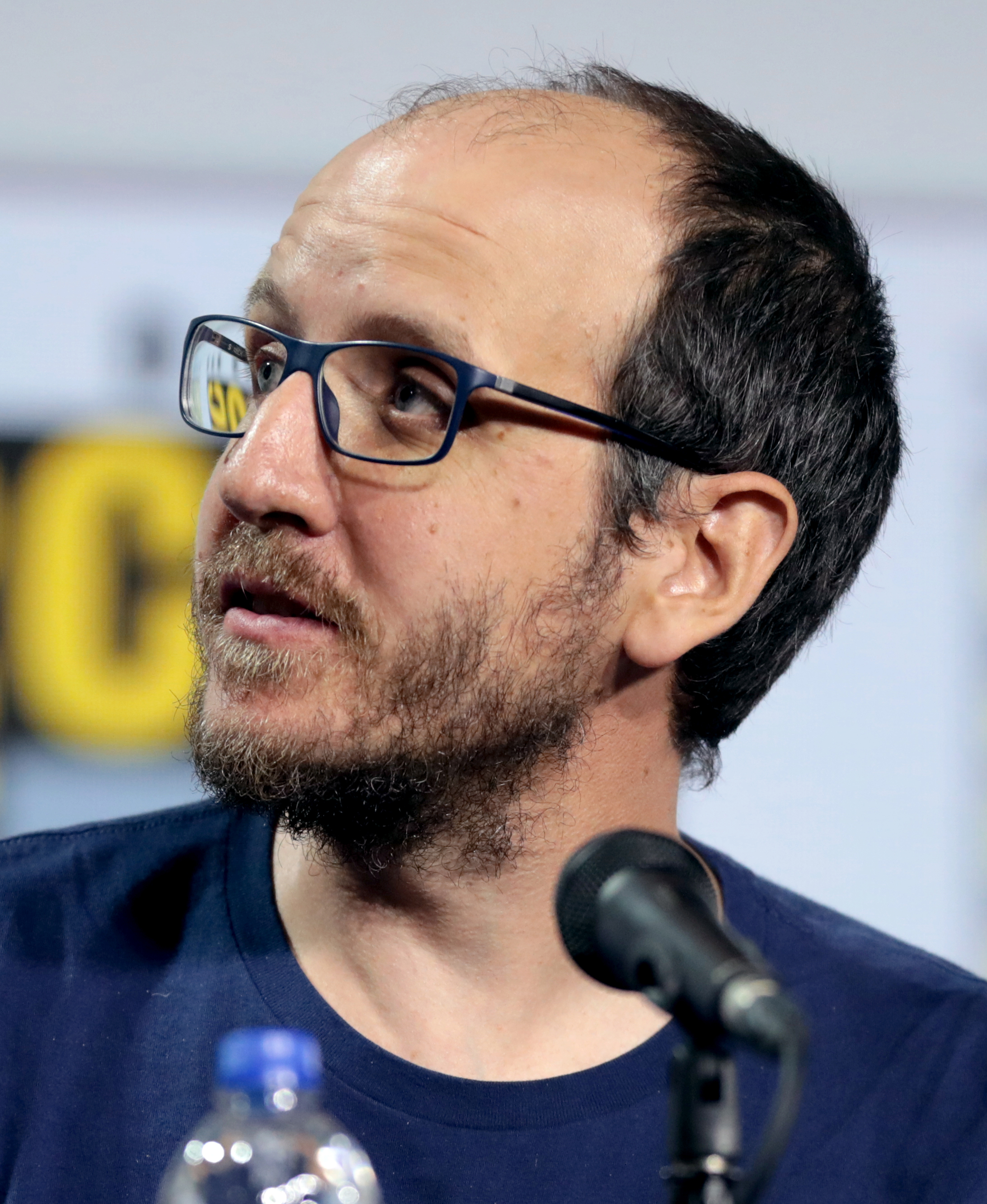
Jack Thorne auf der San Diego Comic-Con International im Juli 2019

Jack Thorne (* 6. Dezember 1978 in Bristol) ist ein britischer Drehbuchautor und Dramatiker, der durch seine Arbeiten für Radio, Theater und Film bekannt ist und hierfür mehrfach ausgezeichnet wurde.

## Leben
Thorne erhielt seine Ausbildung an der St. Bartholomew’s School in Newbury, Berkshire. Er lebt derzeit in Luton.

## Karriere

### Theater
Thornes Stücke für die Bühne umfassen When You Cure Me für das Bush Theatre im Jahr 2005, Fanny and Faggot für Finborough Theatre and tour 2007, Stacy für Arcola Theatre and Trafalgar Studios 2007, Burying Your Brother in the Pavement für das Royal National Theatre Connections Festival 2008, 2 May 1997 für das Bush Theatre 2009 und Bunny für Underbelly and tour 2010. Im Jahr 2012 wurde seine Version von Friedrich Dürrenmatts Die Physiker am Donmar Warehouse auf die Bühne gebracht. Seine Adaption des Buches und Films Let the Right One In wurde vom National Theatre of Scotland 2013 im Dundee Rep Theatre, im London’s Royal Court Theatre, im West End und im New York’s St. Ann’s Warehouse gezeigt. Im Juni 2015 wurde bekannt, dass Thorne als Ko-Autor für Joanne K. Rowlings Theaterstück Harry Potter und das verwunschene Kind fungiert, das am 30. Juli 2016 unter der Regie von John Tiffany im Londoner Palace-Theatre uraufgeführt wurde. 2017 präsentierte das Old Vic seine Bühnenfassung von Charles Dickens’ Roman A Christmas Carol mit Rhys Ifans als Ebenezer Scrooge.
Thornes Stücke werden vom Theaterverlag Nick Hern Books verlegt.

### Fernsehen
Thorne schrieb Drehbücher für die Fernsehserien Shameless, The Fades und Skins – Hautnah und arbeitete gemeinsam mit Shane Meadows an den englischen Serien This Is England ’86 und This Is England ’88. Für diese Arbeiten wurde Thorne mehrfach ausgezeichnet.

### Radio
Thorne hat verschiedene Stücke für das Radio geschrieben, darunter Adaptionen von When You Cure Me im Jahr 2006 (BBC Radio 3) und von The Hunchback of Notre Dame. Das Hörspiel Snogging in Public Places, das 2009 bei BBC Radio 3 gespielt wurde, brachte Thorne 2010 als Bestes Drama den Sony-Radio Academy Awards in Gold ein. Die Jury begründete ihre Entscheidung damit, dass das Drama wunderbar geschrieben und umgesetzt wurde, ein höchst originelles Hörspiel ist, das es gleichermaßen schafft, schmerzhaft und lustig zugleich zu sein und bis zum Ende spannend ist. 2012 wurde das Hörspiel ins Französische übersetzt und unter dem Titel Regarder passer les trains von France Culture ausgestrahlt.

### Film
Thornes erster Film The Scouting Book For Boys wurde 2009 veröffentlicht. Thorne wurde hierfür 2009 mit dem Best British Newcomer Award des London Film Festivals ausgezeichnet, und die Jury würdigte ihn damit für seine Phantasie und sein Talent, Geschichten zu erzählen. 2014 stellte Thorne gemeinsam mit Regisseur: Pascal Chaumeil seinen Film A Long Way Down auf der Berlinale vor, eine filmische Adaptation des gleichnamigen Romans von Nick Hornby. Im August 2017 wurde bekannt, dass Thorne das Drehbuch der letzten Episode der Star-Wars-Sequel-Trilogie überarbeitet.
Ende Juni 2023 wurde Thorne Mitglied der Academy of Motion Picture Arts and Sciences.

## Werke

### Theater
- 2010: Bunny
- 2012: Die Physiker
- 2013: Mydiae
- 2013: Stuart: A Life Backwards
- 2013: Let the Right One In
- 2014: Hope
- 2015: The Solid Life Of Sugarwater
- 2016: Harry Potter und das verwunschene Kind
- 2023: Stranger Things: The First Shadow[7]

### Serien
- 2007: Shameless (1 Episode)
- 2007: Coming Up (1 Episode)
- 2007–2009: Skins – Hautnah (5 Episoden)
- 2009: Cast Offs (6 Episoden)
- 2010: This Is England ’86 (4 Episoden)
- 2011: The Fades (7 Episoden)
- 2011: Skins (US) (1 Episode)
- 2011: This Is England ’88 (3 Episoden)
- 2012: Sindbad (1 Episode)
- 2014: Glue (6 Episoden)
- 2015: This Is England ’90 (4 Episoden)
- 2015: The Last Panthers (6 Episoden)
- 2016: National Treasure (4 Episoden)
- 2017: Philip K. Dick’s Electric Dreams (1 Episode)
- 2025: Adolescence (4 Episoden)

### Hörspiele
- 2006: When You Cure Me
- 2007: Left at the Angel
- 2009: The Hunchback of Notre Dame
- 2009: People Snogging in Public Places

### Filme
- 2009: The Scouting Book for Boys
- 2014: War Book
- 2014: A Long Way Down
- 2015: Don’t Take My Baby
- 2017: Wunder (Wonder)
- 2019: The Aeronauts
- 2019: Marie Curie – Elemente des Lebens (Radioactive)
- 2019: In deinen Armen (Dirt Music)
- 2020: Der geheime Garten (The Secret Garden)
- 2020: Enola Holmes
- 2022: Die Schwimmerinnen (The Swimmers)
- 2022: Enola Holmes 2
- 2024: Joy

## Auszeichnungen
- 2009: Best British Newcomer Award, London Film Festival
- 2010: Bestes Drama (Sony-Radio Academy Award in Gold), Sony-Radio Academy Awards
- 2012: BAFTA-Award ‘Bestes Drama’, British Academy of Film and Television Arts
- 2012: BAFTA-Award ‘Beste Miniserie’, British Academy of Film and Television Arts[8]
- 2018: Tony Award als Bestes Theaterstück für Harry Potter und das verwunschene Kind
- 2023: Nominierung British Academy Film Awards (Bester britischer Film für  Die Schwimmerinnen)
- 2025: Emmy-Nominierung für das Beste Drehbuch in einer Miniserie für Adolescence